# Marie-Anne Rousselet
Pour les articles homonymes, voir Rousselet.
Marie-Anne Rousselet connue aussi sous le nom de Veuve Tardieu (Paris, 6 décembre 1732 - Paris, 26 avril 1826) est une graveuse et illustratrice française.

## Biographie
Fille du médailleur Alexis-Étienne Rousselet (mort avant 1772), graveur pour la Monnaie de Reims, Marie-Anne a trois autres sœurs, Claude-Louise, Jeanne-Madeleine et Thérèse-Madeleine ; toutes les quatre seront graveuses sur métal, comme leur père, leur oncle, Jacob, et leur aïeul Gilles Rousselet, installés autour de la rue Saint-Jacques et place Dauphine à Paris. Elle est également liée à la famille du sculpteur Jean Rousselet (1656-1693),.
En 1757, elle se marie avec le graveur-cartographe Pierre François Tardieu, qui avait perdu sa première épouse. Pierre François est le neveu de Nicolas-Henri Tardieu. Le couple travaille ensemble sur des productions de planches. Après la mort de son époux en 1771, Marie-Anne poursuit son travail de graveuse et se voit reconnue dans son métier entre la fin du XVIIIe siècle et le début du siècle suivant. Son nom est associé à d'importants ouvrages d'histoire naturelle en tant qu'illustratrice. On compte par exemple les deux volumes de Buffon, Illustrations de Histoire naturelle des oiseaux (1781) et  Illustrations de Histoire naturelle des quadrupèdes ovipares et des serpents (1788), celui de Lacépède, Illustrations de Histoire naturelle des poissons (chez Passan, 1798-1803), celui de Lamarck, Histoire naturelle des végétaux classés par familles (1803), et celui de Latreille,  Histoire naturelle, générale et particulière des crustacés et des insectes (1805).
La plupart de ses planches tardives sont signées « M. R. V. Tardieu ».